# Saint-Révérien
Saint-Révérien település Franciaországban, Nièvre megyében. Lakosainak száma 191 fő (2022. január 1.). Saint-Révérien Neuilly, Champallement, Crux-la-Ville, Guipy, Moussy és Vitry-Laché községekkel határos.

## Népesség
A település népessége az elmúlt években az alábbi módon változott:
| Lakosok száma | 175  | 166  | 162  | 160  | 157  | 155  | 170  | 181  | 191  |
|               | 2013 | 2015 | 2016 | 2017 | 2018 | 2019 | 2020 | 2021 | 2022 |